# Талмасонс
Талмасо̀нс (на италиански и на фриулски: Talmassons) е малко градче и община в Северна Италия, провинция Удине, автономен регион Фриули-Венеция Джулия. Разположено е на 30 m надморска височина. Населението на общината е 4167 души (към 2010 г.).